# Robin Gibb

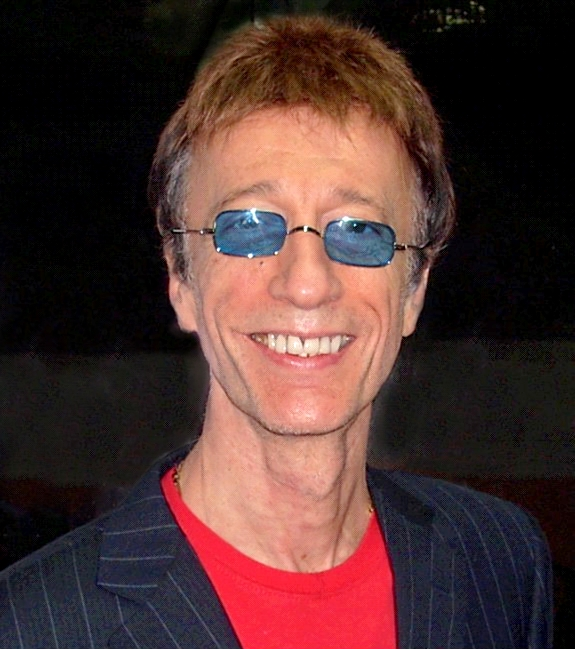
Robin Gibb (2008)

Robin Hugh Gibb (CBE; * 22. Dezember 1949 in Douglas, Isle of Man; † 20. Mai 2012 in London) war ein britisch-australischer Sänger, Komponist und Texter. Bekannt wurde er als einer der Sänger der Popgruppe Bee Gees, die mit mehr als 200 Millionen verkauften Tonträgern zu den kommerziell erfolgreichsten Bands der Musikgeschichte gehört. Er komponierte die meisten Bee-Gees-Nummer-1-Hits der britischen Charts.
1994 wurde er in die Songwriters Hall of Fame aufgenommen. 2004 erhielt er die Ehrendoktorwürde für Musik an der Universität Manchester.

## Leben
Robin Gibb wurde als drittes von fünf Kindern auf der Isle of Man geboren. Seine Mutter war Sängerin, der Vater leitete ein kleines Orchester. Gemeinsam mit seiner Schwester Lesley (* 1945), seinen Brüdern Barry (* 1946) und Andy (1958–1988) sowie seinem 35 Minuten nach ihm geborenen Zwillingsbruder Maurice Gibb (1949–2003) wuchs Robin Gibb bis zu seinem siebten Lebensjahr in Manchester auf. Bereits im Alter von sechs Jahren bestritt er gemeinsam mit seinen Brüdern erste öffentliche Auftritte.
1958 wanderte die Familie nach Australien aus und ließ sich in Cribb Island nieder, einem Vorort von Brisbane. Alle Familienmitglieder erhielten die australische Staatsbürgerschaft. 1966 kehrten sie nach Großbritannien zurück.

### Musikalische Karriere
Robin Gibb wurde ab Mitte der 1960er Jahre als Leadsänger der Bee Gees bekannt, die in der Millennium-Edition des Guinness-Buchs der Rekorde als „erfolgreichste Familienband der Welt“ aufgeführt ist.

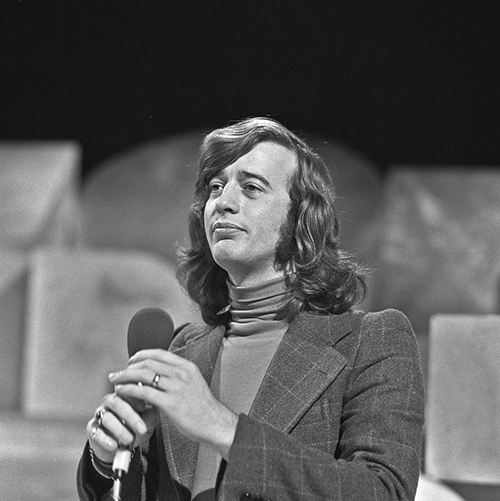
Auftritt von Robin Gibb im niederländischen Fernsehen (1973)

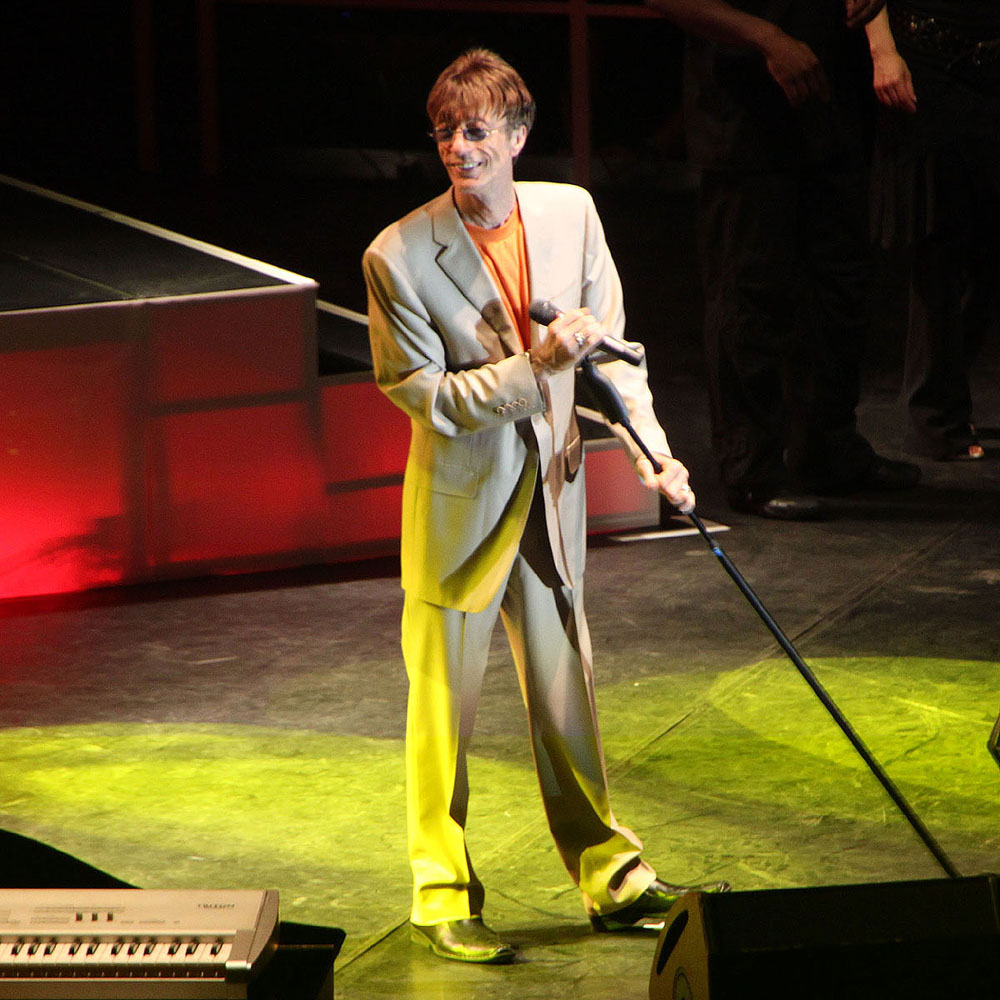
Robin Gibb während eines Konzerts in Leipzig (Mai 2009)

Infolge eines Streits verließ er die Gruppe 1969, um sich seiner Solokarriere zu widmen. Mit mehr als einer Million verkaufter Exemplare seiner Debütsingle Saved by the Bell erzielte er im Oktober desselben Jahres einen weltweiten Hit. 1970 folgte sein erstes Soloalbum Robin’s Reign, das sich in den Top 20 der deutschen Charts platzieren konnte. Ein ebenfalls 1970 aufgenommenes zweites Album mit dem Titel Sing Slowly Sisters blieb bis 2015 unveröffentlicht. Es erschien auf der 3er-CD-Kompilation Saved By The Bell zusammen mit dem Debütalbum Robin’s Reign mit drei Bonustiteln. CD 3 enthält Raritäten, wozu anmoderierte Live-Auftritte, italienische Versionen, Weihnachtslieder und historisch wichtige Demo-Versionen gehören.
Nach 15-monatiger Trennung schlossen sich die Brüder erneut als Bee Gees zusammen und feierten in den 1970er Jahren eine Reihe internationaler Erfolge, unter anderem mit der Filmmusik zu Saturday Night Fever. Als es zu Beginn der 1980er Jahre musikalisch ruhiger um das Trio wurde, brachte Robin Gibb mit How Old Are You (1983) sein zweites Soloalbum heraus. Es erzielte Platz sechs in den deutschen Charts. Die Single-Auskopplung Juliet nahm im selben Jahr sechs Wochen lang die Spitzenposition ein und gehört zu den bekanntesten Solotiteln des Interpreten. Mit Secret Agent (1984) und Walls Have Eyes (1985) folgten zwei weitere Platten, die jedoch nicht an die Verkaufszahlen ihres Vorgängers anknüpfen konnten. Mit ihrem Nummer-eins-Hit You Win Again gelang den Bee Gees 1987 eine weltweit erfolgreiche Rückkehr ins Musikgeschäft.
Mehr als fünfzehn Jahre nach seiner letzten Veröffentlichung als Solokünstler erschien im Januar 2003 Gibbs fünftes Album Magnet, das sich erneut in den Top 10 der deutschen Charts platzierte. Gemeinsam mit dem Orchester der Neuen Philharmonie Frankfurt absolvierte er 2004 eine Konzerttournee durch Deutschland. Diverse Mitschnitte wurden im Anschluss auf einer Live-CD und DVD zusammengefasst. Der weitere Verlauf der Tournee führte ihn nach Russland und Asien. In Zusammenarbeit mit anderen britischen Künstlern beteiligte sich Robin Gibb im Januar 2005 am Musikprojekt One World Project, das im Januar 2005 anlässlich der Flutkatastrophe im Indischen Ozean 2004 Spendengelder für die Opfer sammelte. Einem Benefizkonzert im Millennium Stadium in Cardiff schloss sich die gemeinsame Single Grief Never Grows Old an, die bis auf Position vier der britischen Charts kletterte. 2006 folgte die Veröffentlichung des Tonträgers My Favourite Carols mit der Eigenkomposition Mother of Love sowie zehn Weihnachtsliedern. 2007 nahm Gibb den erstmals 1978 erschienenen Titel Too Much Heaven mit der Band US5 neu auf, im darauffolgenden Jahr publizierte er den Song Alan Freeman Days. Dieser ist dem BBC-Radiomoderator DJ Alan Freeman gewidmet, der die Bee Gees in den 1960ern sowie Robin Gibbs Solosingle Saved by the Bell 1969 in Großbritannien unterstützte. Freeman war Australier, der 1958 nach England kam und bis in die 1970er Jahre hinein Moderator bei Radio Luxemburg war.
Anlässlich des 100. Jahrestags des Untergangs der Titanic komponierte Gibb gemeinsam mit seinem Sohn Robin-John das einstündige Requiem The Titanic Requiem. Am 10. April 2012 wurde es in der Westminster Central Hall vom Royal Philharmonic Orchestra uraufgeführt, aufgrund seines Gesundheitszustands war es Gibb jedoch nicht möglich, an der Premiere teilzunehmen.
Als Präsident der CISAC, die sich für die Wahrung der Urheberrechte von Komponisten und Textautoren einsetzt, repräsentierte Robin Gibb von 2007 bis 2012 insgesamt 222 Autorengesellschaften aus 118 Ländern.

### Privatleben

#### Familie
1968 heiratete Robin Gibb die Sekretärin Molly Hullis, mit der er zwei Kinder hatte (Sohn Spencer, * 1972 und Tochter Melissa, * 1974). Die Ehe wurde 1980 geschieden. Seit 1985 war er in zweiter Ehe mit Dwina Murphy Gibb verheiratet, aus dieser Verbindung stammt der Sohn Robin-John (* 1983). Darüber hinaus hatte Gibb eine Tochter (* 2008) mit seiner ehemaligen Hausangestellten Claire Yang.
Robin Gibb war Veganer und bewohnte mit seiner Familie das Anwesen The Prebendal House in Thame im britischen Oxfordshire. Er war Mitinitiator eines in London geplanten Ehrenmals für britische Bomberbesatzungen des Zweiten Weltkrieges, das in Großbritannien und Deutschland in der Öffentlichkeit und den Medien kontrovers diskutiert wird.

#### Erkrankung und Tod
Aufgrund eines Darmverschlusses musste sich Robin Gibb im August 2010 einer Operation unterziehen. Nach seiner vorläufigen Genesung trat er in Neuseeland und Australien auf, sagte jedoch seine Tournee durch Brasilien im April 2011 wegen erneuter gesundheitlicher Beeinträchtigungen ab. Im Oktober 2011 wurde bekanntgegeben, dass Gibb an Darm- und Leberkrebs erkrankt sei. Infolgedessen unterzog er sich mehreren Chemotherapien und chirurgischen Eingriffen.
Im Februar 2012 erklärte Gibb, seine Krebserkrankung überwunden zu haben. Gemeinsam mit der britischen Band The Soldiers gab er im selben Monat seinen letzten Auftritt im Londoner Palladium. An der Uraufführung seines Titanic-Requiems am 10. April 2012 konnte er nicht mehr mitwirken. Robin Gibb verstarb am 20. Mai 2012 mit 62 Jahren, wenige Wochen nachdem er seine vermeintliche Heilung öffentlich gemacht hatte, an den Folgen seiner Krebserkrankung. Er wurde am 8. Juni 2012 auf dem St Mary’s Parish Churchyard in Thame beigesetzt.

## Auszeichnungen
- 1994: Aufnahme in die Songwriters Hall of Fame
- 1997: Aufnahme in die Rock and Roll Hall of Fame als Mitglied der Bee Gees
- 2001: CBE – Commander in the Order of the British Empire
- 2004: Ehrendoktorwürde für Musik der Universität Manchester
- 2005: Steiger Award
- 2010: Ehrenpreis des Deutschen Nachhaltigkeitspreises

## Diskografie
Studioalben

| Jahr | Titel                         | Höchstplatzierung, Gesamtwochen, AuszeichnungChartplatzierungen (Jahr, Titel, Platzierungen, Wochen, Auszeichnungen, Anmerkungen) | Höchstplatzierung, Gesamtwochen, AuszeichnungChartplatzierungen (Jahr, Titel, Platzierungen, Wochen, Auszeichnungen, Anmerkungen) | Höchstplatzierung, Gesamtwochen, AuszeichnungChartplatzierungen (Jahr, Titel, Platzierungen, Wochen, Auszeichnungen, Anmerkungen) | Höchstplatzierung, Gesamtwochen, AuszeichnungChartplatzierungen (Jahr, Titel, Platzierungen, Wochen, Auszeichnungen, Anmerkungen) | Höchstplatzierung, Gesamtwochen, AuszeichnungChartplatzierungen (Jahr, Titel, Platzierungen, Wochen, Auszeichnungen, Anmerkungen) | Anmerkungen                                                               |
| Jahr | Titel                         | DE | AT | CH | UK | US | Anmerkungen                                                               |
| ---- | ----------------------------- | --- | --- | --- | --- | --- | ------------------------------------------------------------------------- |
| 1970 | Robin’s Reign                 | DE19 (2 Wo.)DE | — | — | — | — | Erstveröffentlichung: Februar 1970                                        |
| 1983 | How Old Are You?              | DE6 (29 Wo.)DE | AT26 (5 Wo.)AT | — | — | — | Erstveröffentlichung: Mai 1983                                            |
| 1984 | Secret Agent                  | DE31 (6 Wo.)DE | — | CH20 (3 Wo.)CH | — | — | Erstveröffentlichung: Juni 1984                                           |
| 1985 | Walls Have Eyes               | — | — | — | — | — | Erstveröffentlichung: November 1985                                       |
| 2003 | Magnet                        | DE10 (5 Wo.)DE | — | CH84 (3 Wo.)CH | UK43 (2 Wo.)UK | — | Erstveröffentlichung: Februar 2003                                        |
| 2006 | My Favourite Christmas Carols | — | — | — | — | — | Erstveröffentlichung: November 2006 Weihnachtsalbum                       |
| 2014 | 50 St. Catherine’s Drive      | DE39 (1 Wo.)DE | — | — | UK70 (1 Wo.)UK | — | Erstveröffentlichung: posthum veröffentlichtes Album; Aufnahmen 2006–2011 |
| 2015 | Sing Slowly Sisters           | — | — | — | — | — | Erstveröffentlichung: bereits 1970 aufgenommen, erst 2015 veröffentlicht  |

grau schraffiert: keine Chartdaten aus diesem Jahr verfügbar